# Tucma
Tucma o Tucuma es el nombre indígena local que recibió en tiempos precolombinos una región sudamericana formada por valles de alturas medias (entre 2000 y 3000 metros), y las yungas húmedas de las sierras subandinas y los cordones orientales del sistema pampeano, que coincidía con la actual región noroeste de la República Argentina.

## Historia
Antes de la invasión española, a fines del siglo XVI, el área estaba habitada por la Confederación Diaguita-Calchaquí en el oeste, las culturas tonocoté y lule-vilela en el centro, la cultura sanavirona en el sur y los pueblos guaycurúes en el este. Los pueblos originarios tucumanos formaban una unidad cultural, aunque había diferencias lingüísticas. Las excavaciones arqueológicas revelaron la presencia de dos tradiciones cerámicas distintas llamadas Sunchituyoj y Averías, que data al menos desde el año 1000.
Cuando el Imperio Español conquistó la región en el siglo XVII, creó una organización territorial a la que denominó «Gobernación del Tucumán», castellanizando el nombre indígena. Con respecto al número de indígenas que habitaban Tucma, se considera que en 1583 había cerca de 270 000.
Ya en el siglo XIX, durante el proceso de descolonización, la región se organizó en siete provincias: Catamarca, Córdoba, Jujuy, La Rioja, Salta, Santiago del Estero y Tucumán. Esta última mantuvo castellanizado el nombre original de la región.